# Августа Сакс-Ваймар-Айзенахска
Августа Мария Луиза Катарина Сакс-Ваймар-Айзенахска (на немски: Prinzessin Augusta Marie Luise Katharina von Sachsen-Weimar-Eisenach) е германска принцеса, кралица на Прусия и първа императрица на Германската империя, съпруга на германския император Вилхелм I.

## Биография

### Произход
Августа е родена във Ваймар, Саксония-Ваймар-Айзенах, на 30 септември 1811 г., като принцеса Августа Мария Луиза Катарина Сакс-Ваймар-Айзенахска. Тя е дъщеря на Карл-Фридрих, велик херцог на Саксония-Ваймар-Айзенах, и на великата княгиня Мария Павловна, която е дъщеря на руския император Павел I и на императрица Мария Фьодоровна.

### Брак с Вилхелм Пруски
На 11 юни 1829 в берлинския дворец Шарлотенбург Августа се омъжва за принц Вилхелм Пруски, син на пруския крал Фридрих Вилхелм III и на принцеса Луиза фон Мекленбург-Щрелиц. Вилхелм Пруски е брат на руската императрица Александра Фьодоровна, която е вуйна на принцеса Августа.
Първите години от брака на Августа и Вилхелм са щастливи. Благодарение на превъзходното си образование, високия художествен вкус и благотворителната си дейност Августа заема подобаващо място в двора и печели силните симпатии на народа.
Августа ражда на Вилхелм две деца:
- Фридрих (1832 – 1888)
- Луиза Пруска (1838 – 1923)

Скоро обаче принцесата бързо започва да се отегчава от военната дисциплина и благоразумието, царящи в пруския двор, поради което се отдава изцяло на възпитанието на децата си.
Към 1840 г. отношенията между съпрузите вече са доста хладни. Отчуждението между двамата и постоянните любовни връзки на Вилхелм карат Августа да се чувства нежелана и от 1840 г. тя изпада в дълбока депресия, влияние върху която оказват и двата аборта на принцесата през 1842 и 1843 г.

### Политическа дейност
Принцеса Августа изпитва голям интерес към политиката. Със своите либерални убеждения тя възлага големи надежди, че възкачването на зет ѝ, Фридрих Вилхелм IV (1840 – 1861), известен с либералните си убеждения, ще донесе тъй желаните либерални промени в Прусия. Въпреки това новият крал отказва да дари страната си с Конституция и води силно консервативна политика. „Обединеният ландтаг“, създаден от краля през 1847, за да се намали революционното напрежение в страната, е разпуснат няколко месеца след създаването си. Нещо повече, принц Вилхелм е обвинен за кръвопролитията по улиците на Берлин по време на Мартенската революция и по съвет на краля съпругът на Августа заминава за Англия, а принцесата и децата ѝ се оттеглят в Потсдам.
В либералните среди започва да се обсъжда идеята кралят да бъде принуден да абдикира, брат му да се откаже от престолонаследието, а Августа да бъде назначена за регент на сина си. Всички писма и дневници от този период обаче са унищожени от Августа, поради което не става ясно дали тя е била съгласна с тази идея.

### Пребиваване в Кобленц
През юни 1848 г. принц Вилхелм се завръща от Лондон и е назначен за генерал-губернатор на Рейнска област, и заедно със съпругата и децата си се премества в новата си резиденция в Кобленц.
В Кобленц Августа се радва на възможността да си отдъхне от неприятния дворцов живот в Берлин и да заживее както по време на детсвото си във Ваймар. Междувременно синът ѝ учи в Бон и става първият пруски принц с академично образование.
По време на престоя си в Кобленц Августа често е посещавана от видни немски либерали, а толерантното ѝ отношение към католиците в града става повод за известно недоволство сред дворцовите среди на Берлин, които намират поведението ѝ за неподхождащо на една протестантска принцеса.
През 1856 г. дъщерята на Августа и Вилхелм, Луиза, се омъжва за Фридрих I, великия херцог на Баден, а през 1858 г. синът им Фридрих взема за съпруга британската принцеса Виктория, най-възрастната дъщеря на кралица Виктория. Августа приема брака на сина си като личен триумф, надявайки се, че бракът с една принцеса от либерална Великобритания ще превърне Фридрих във фаворит на либералните среди в Прусия и ще го постави начело на либералната монархия в собствената му страна.
През 1858 г. съпругът на Августа е назначен за регент на брат си, който става неспособен да управлява пряко Прусия, след като прекарва няколко инфаркта. Така Вилхелм и Августа са принудени да се завърнат в Берлин.

### Кралица на Прусия
През 1861 г. Фридрих Вилхелм IV умира без да остави наследници и на престола на Прусия се възкачва съпругът на Августа, която от своя страна става новата Кралица на Прусия.
Вилхелм I бързо прочиства кабинета от старите консервативни министри на брат си и ги заменя с известни либерални политици от обкръжението си в Кобленц. За действията на краля консервативните кръгове обвиняват новата кралица. Реалното влияние на Августа над политиката на съпруга ѝ е значително преувеличено и това става очевидно няколко месеца по-късно, когато въпреки желанието на кралицата, парламентът е разпуснат, а Ото фон Бисмарк е назначен за министър-председател на Прусия. Между Бисмарк и кралицата тлее лична неприязън, което е причина той да се превърне в най-големия ѝ враг.
Кралица Августа е ужасена от външната политика на Бисмарк и от причините за започването на Австро-пруската война. По това време отчуждението между краля и кралицата е най-голямо, поради което министър-председателят си позволява да отправя злобни нападки срещу Августа от трибуната на парламента, на което кралицата отговаря с грубо отношение към съпругата на Бисмарк.
Скоро депресията на кралицата започва да се изостря и тя прави няколко посещения в Баден-Баден, където ѝ е препоръчано да лекува нервите си. Междувременно докато прусаците празнуват победата нар австрийците при Кьониггрец, кралицата спазва траур заради убитите и ранените във войната. Августа се отчуждава и от снаха си Виктория, която започва да симпатизира на политиката на Бисмарк. Религиозната кралица започва да чувства снаха си безбожна и все по-силно се отдава на възпитанието на внука си Вилхелм.

### Германска императрица
Войната между Австрия и Прусия завършва през 1866, но само четири години по-късно Прусия започва нова война, но този път срещу Франция, за което кралицата обвинява отново Бисмарк. Войната обаче приключва успешно за Прусия, която обединява германските земи в т.н Германска империя, а Августа е коронована за първа императрица на Германия.
Императрицата приема императорската корона като лично поражение, тъй като през целия си живот е желаела мирно обединение на германските земи около Прусия, а не това да става чрез кръвопролития. Чувството за вина кара императрицата да поеме под личния си патронаж грижите за възпитанието на децата на загиналите във войните военнослужещи.
Отношението на императрицата към Бисмарк се променя едва към края на живота ѝ, след като тя разбира, че той е единственият влиятелен политик, който подкрепя любимия ѝ внук Вилхелм.
Към края на живота си императрица Августа е прикована към инвалидна количка, тъй като страда от остра форма на ревматизъм. През 1887 отношенията между нея и съпруга ѝ отново се затоплят, но Вилхелм I умира на следващата година. На престола за кратко се възкачва синът на Августа, Фридрих III, който умира през същата година от рак на ларингса. Доживяла да види възцаряването на любимия си внук – Вилхелм II, императрица Августа умира от грип на 7 януари 1890 г.